# Correu aeri
Correu aeri (títol original en anglès Air Mail) és una pel·lícula americana d'aventures del 1932 dirigida per John Ford, basada en una història de Dale Van Every i Frank “Spig” Wead. És protagonitzada per Ralph Bellami, Pat O'Brien i Gloria Stuart.

## Argument
El pilot Mike Miller (Ralph Bellami) és propietari d'una base de correu aeri al peu de les muntanyes Rocoses. Lidera un grup de joves pilots que arrisquen les seves vides per lliurar el correu aeri volant en dies de molt mal temps i sobre terrenys perillosos. Quan Joe Barnes (Ward Bond, que no surt als crèdits) s'estrella a la base, els altres pilots intenten recuperar el valuós correu d'entre les restes en flames. Mike consola a la seva promesa Ruth (Gloria Stuart), que també és la germana d'en Joe, i s'adona que ha de contractar un substitut, el temerari “Duke” Talbot (Pat O'Brien).
Duke és un bon pilot, però la seva fanfarroneria i el seu afer amb Irene (Lilian Bond), la dona del company pilot “Dizzy” Wilkins (Russell Hopton), podria causar un dany irreparable a aquest grup d'aviadors tan unit. Quan Dizzy s'estrella i mor en mig d'una tempesta de neu, Mike es veu forçat a fer-se càrrec de l'última part del seu vol, tot i que els metges l'han advertit de que està perdent la visió. Quan ell també s'estrella en la tempesta de neu, la seva crida d'ajuda revela que encara és viu, però està atrapat en una vall inaccessible. Duke considera la possibilitat de rescatar-lo, i confisca un avió i s'adreça a la llunyana vall. Aterra bruscament, danyant el seu avió, però aconsegueix sortir volant amb Mike a bord. Quan estan arribant a la seva base, Duke sap que no pot aterrar amb seguretat, de manera que expulsa a Mike de l'avió abans d'estrellar-se. Quan l'equip de terra el rescata de l'accident, Duke està greument ferit, però viu.

## Repartiment
- Ralph Bellami: Mike Miller
- Gloria Stuart: Ruth Barnes
- Pat O'Brien: "Duke" Talbot
- Slim Summerville: "Slim" McCune (com a "Slim" Summerville)
- Lilian Bond: Irene Wilkins
- Russell Hopton: "Dizzy" Wilkins
- David Landau: “Pop”
- Leslie Fenton: Tony Dressel
- Frank Albertson: Tommy Bogan
- Hans Fuerberg: "Heinie" Kramer
- Thomas Carrigan: "Sleepy" Collins (com a Tom Carrigan)
- William Daly: "Tex" Lane